# اومبرتو دی
اومبرتو د (عنوان انگلیسی: Umberto D)، فیلمی اثر ویتوریو دسیکا، فیلمساز ایتالیایی است که در سال ۱۹۵۲ میلادی ساخته شد. منتقدین و فیلمسازان معمولاً آن را در لیست بهترین فیلمهای تاریخ سینما قرار می‌دهند. این فیلم در سبک نئورئالیسم قرار دارد.

## داستان فیلم
«اومبرتو» (باتیستی) استاد پیر بازنشسته‌ای است که از پس گذران زندگی خود برنمی‌آید. تلاش او برای کسب درآمد به جائی نمی‌رسد و پس از مدتی سرگردانی، تصمیم به خودکشی می‌گیرد اما...

## درباره فیلم
این فیلم یکی از کامل‌ترین تجربه‌های دسیکا و زاواتینی در عرصه سینمای نئورآلیسم می‌باشد. زاواتینی فیلم را در یک جمله چنین تعریف می‌کند: «داستان زندگی کسی که هیج اتفاقی برایش نمی‌افتد». او معتقد است که هیچ ابزاری مثل سینما ظرفیت نمایش روزمرگی را ندارد و وجه تمایز فیلم نیز در این است که این روزمرگی با چنان آگاهی‌ای در آمیخته است که کار را درخشان می‌کند. اثری پرشور و تکان‌دهنده، مثل خود زندگی.

## جوایز و نامزدی ها
- ویتوریو دی سیکا نامزد دریافت جایزه بزرگ - جشنواره فیلم کن 1952 شد
- برنده جایزه حلقه منتقدان فیلم نیویورک برای بهترین فیلم خارجی
- چزاره زواتینی در بیست و نهمین دوره جوایز اسکار در سال 1957 نامزد اسکار بهترین فیلمنامه شد